# Judicaël Perroy
 (août 2025).
Motif : pas de sources secondaires centrées distantes de deux ans
- Archive Wikiwix
- Bing
- Cairn
- DuckDuckGo
- E. Universalis
- Gallica
- Google
- G. Books
- G. News
- G. Scholar
- Persée
- Qwant
- (zh) Baidu
- (ru) Yandex
- (wd) trouver des œuvres sur Wikidata

| 1. | Préciser le motif de la pose du bandeau. | Précisez le motif de la pose du bandeau en utilisant la syntaxe suivante : {{admissibilité à vérifier\|date=août 2025\|motif=remplacez ce texte par le motif}}                       |
| 2. | Informer les utilisateurs concernés.     | Pensez à avertir le créateur de l'article, par exemple, en insérant le code ci-dessous sur sa page de discussion : {{subst:avertissement admissibilité à vérifier\|Judicaël Perroy}} |

Judicaël Perroy, né le 21 juillet 1973 à Paris, est un guitariste classique français.

## Biographie
Judicaël Perroy commence la guitare classique à l'âge de 7 ans. Il étudie à Aulnay-sous-Bois avec Délia Estrada et Raymond Gratien de 1983 à 1988. Il va par la suite continuer ses études avec Roberto Aussel. Judicaël Perroy obtient la licence de concert de l'École normale de musique de Paris de la classe d'Alberto Ponce en 1994. En 1996, il est Premier prix du Conservatoire national supérieur de musique de Paris. Il remporte le prix René Bartoli à l'unanimité du jury en 1992. En 1997, il obtient le prestigieux premier prix du GFA (Guitar Foundation of America, plus grand concours au monde), et une série de concerts et de Master Class aux États-Unis et au Canada. 
Il donne des concerts sur France Musique, en Allemagne, en Serbie, en Australie, au Portugal, au Danemark, en Russie, au Mexique, à Singapour... Il enregistre des disques chez Quantum en France, et Aspen Suite aux États-Unis. Beaucoup plus récemment, il a enregistré 2 CD pour Méditation de Bayard Presse. Depuis 2003, il joue en duo avec le guitariste Jérémy Jouve. En dehors de ses activités de concertiste, il enseigne au conservatoire à rayonnement départemental d'Aulnay-sous-Bois.
Judicaël Perroy est actuellement professeur de guitare à la HEM (Haute école de musique) de Genève (Suisse) et au Pôle Supérieur de Musique de Lille (ESMD).

## Prix de concours
Voici les principaux prix de concours que Judicaël Perroy a gagnés :
- 1er prix du concours international GFA, États-Unis
- 1er prix du concours international de René Bartoli, France

## Discographie
- Quantum (1998): Paganini; Granados; Albéniz; Dodgson.
- Bayard Musique (new distribution, not reissued): Aspen Suite (2000); Albéniz; Giuliani; Barrios; Nuñez; Piazzolla; Koshkin.
- Mel Bay (1999): Live Recital at Texas Tech University, Lubbock, Texas: Barrios; Piazzolla; Nuñez; Paganini; Giuliani; Bach; Albéniz.
- Bayard Musique (2001): Méditation (flute and Guitar) with Florence Bellon: Anonymous; Schubert (arr. Mertz); Vivaldi; Handel; Castérède; Bach; Dowland; Giuliani; Poulenc; Debussy; Ravel.
- Bayard Musique (2002): Méditation (harp and guitar) with Joanna Kozielska: Rodrigo; Pachelbel; Handel; Respighi; Debussy; Anonymous; Bach; Handel; Albinoni; Beethoven; Albéniz.
- Soundset: The Well-tempered Koshkin (2000) Participation in trio with Frank Koonce and Nikita Koshkin.
- Bayard Musique (2008): La Magie de la Guitare: Vivaldi; Bach; Schubert; Paganini; Albéniz; Granados; Anonymous; Rossini; Handel; Giuliani; Barrios; Piazzola; Nuñez; Koshkin.
- Naxos (2010): J. S. Bach, Transcriptions for Guitar, Partita No. 2, BWV 826; Suite, BWV 997; Prelude, Fugue and Allegro, BWV 998; Concerto, BWV 972.
- Naxos (2016): Guitar Music - 4: Manuel Ponce: Sonatina Meridional; Theme varie et finale (2nd version, 1928); Diferencias sobre la folia de Espana y fuga; Variaciones sobre un tema de A. Cabezon; Theme varie et Finale (1st version, 1926); Guitar Sonata No. 2: Andante.
- Contrastes Music Record (2017): Paris une solitude peuplée: Villa-Lobos; Scriabine (transcription Antoine Fougeray); Ponce; Takemitsu; Sor.